# Cirilo de Alameda y Brea
Cirilo de Alameda y Brea O.F.M. (Torrejón de Velasco, 9 de juliol de 1781 - Madrid, 30 de juny de 1872) va ser un religiós espanyol, arquebisbe i acadèmic de la Reial Acadèmia de Ciències Morals i Polítiques.

## Biografia
Va entrar amb dotze anys en la Orde Franciscà i després d'aconseguir el sacerdoci va prosseguir amb la seva formació. El 1811 va ser enviat a una missió franciscana a Uruguai i el 1815 va tornar a Espanya, on fou nomenat comissari de la Inquisició.
La seva gran influència en l'orde religiós al qual pertanyia li va permetre apropar-se a la Cort de Ferran VII on va exercir una notable influència. De 1817 a 1824 va ser ministre general de la seva Orde. Va ser nomenat arquebisbe de Santiago de Cuba el 30 de setembre de 1831 i va rebre la consagracón en la Catedral de Sevilla el 12 de març de 1832. Se li atribueix haver intervingut davant el Rei Ferran per salvar la vida de Rafael del Riego i altres liberals, no obstant això les seves posicions absolutistes el van fer ser considerat un perill per a la causa liberal en 1837, després que el motí de la Granja de San Ildefonso permetés la derogació de l'Estatut Reial de 1834 i la restitució de la Constitució liberal gaditana.
Va fugir de Cuba per acabar a França recolzant en la guerra civil al pretendent carlista al tron d'Espanya, Carles Maria Isidre de Borbó enfront de la reina Isabel II. No obstant el triomf isabelí en la guerra, se'l va considerar reintegrat a la societat espanyola i va ser proposat per la reina Isabel per ser arquebisbe de Burgos en 1849, i nomenat senador vitalici. Més tard fou proposat igualment i va obtenir l'arquebisbat prevalgut d'Espanya a Toledo en 1857.
Va tornar a donar suport a la causa carlista en ocasió del desembarcament carlí de la Ràpita de 1860, encara que no es va actuar contra ell, però això li va impedir que prosperés la seva pretensió d'aconseguir el cardenalat de Santiago de Compostel·la. En 1857 també fou admès com a acadèmic de número a la Reial Acadèmia de Ciències Morals i Polítiques.